# Forte Garda
Il forte Garda è un forte militare austro-ungarico, situato sulle rive del lago di Garda, in provincia di Trento. Il forte appartiene alla "Fortezza Riva" del "Subrayon III" del grande sistema di fortificazioni austriache al confine italiano.

## Descrizione

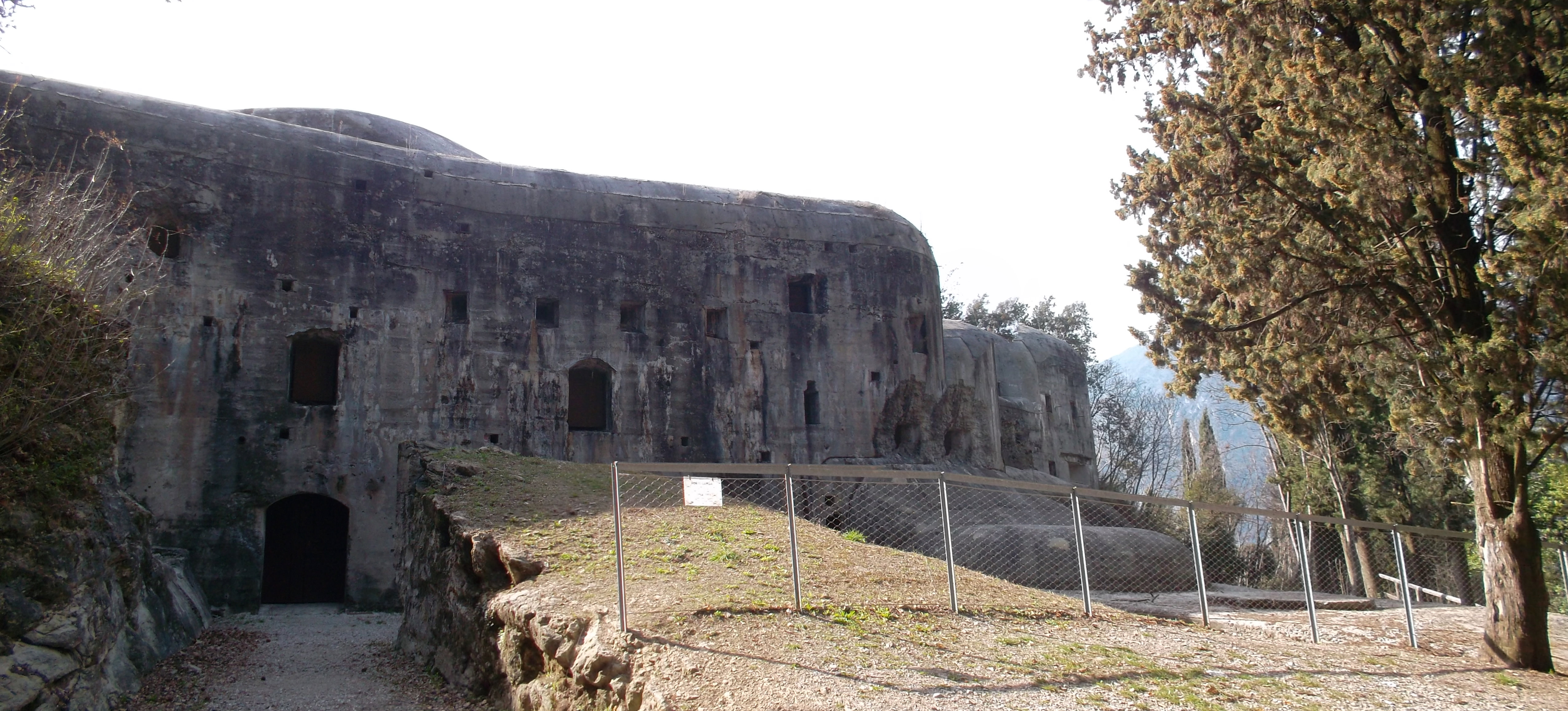
Vista del retro del forte

Il forte si trova nei pressi di Riva del Garda, localizzato lungo il Sentiero della Pace del monte Brione vicino al Forte San Nicolò. Venne realizzato fra il 1904 e il 1907. Forte Corazzato (quarta generazione): di calcestruzzo armato, molto razionale all’interno per poter ospitare 150-200 uomini, mimetizzato e aderente al terreno. Dal fossato di gola del forte parte una lunga galleria di circa 300 metri, con scalinate e punti di osservazione sulla parete del Brione. La sua funzione era sia difensiva che offensiva data la sua posizione altamente strategica sul lago di Garda.
Questo forte era caratterizzato da una moderna concezione costruttiva, edificato quindi prevalentemente in calcestruzzo compresso sostenuto da travi d'acciaio, con una totale assenza di elementi decorativi e un consistente armamento.

## Armamento
- 4 obici da 100 mm posizionati in cupole corazzate girevoli;
- alcune postazioni d'artiglieria e per mitragliatrici.

## Restauro
La struttura di forte Garda è stata recentemente restaurata in tre fasi:
1. la prima fase venne eseguita tra il 2012 e il 2014 e riguardava il piano terra, la pulizia del fossato di gola, il ripristino nonché l'impermeabilizzazione della copertura e la messa in sicurezza dell'opera;
2. nella seconda fase, conclusasi nella primavera del 2017, sono stati resi accessibili il primo piano e parte del secondo;
3. nel 2018 si è concluso l'ultimo lotto di lavori che ha interessato un'ampia porzione degli spazi interni. Da metà giugno in poi si sono resi visitabili pertanto aree e piani prima inaccessibili e in gran parte invisibili della fortificazione, ora percorribile nella sua quasi totalità, attraversando le numerose stanze, i vari corridoi fino ad accedere a una delle cupole, dalla quale si potrà godere di un punto d'osservazione del paesaggio circostante.

Gli interni del forte sono visitabili gratuitamente tutti i giorni nel periodo estivo e nei weekend in primavera e autunno. Aperture, visite guidate e iniziative sono a cura del Museo Alto Garda di Riva del Garda.